# آنا وارداپتیان

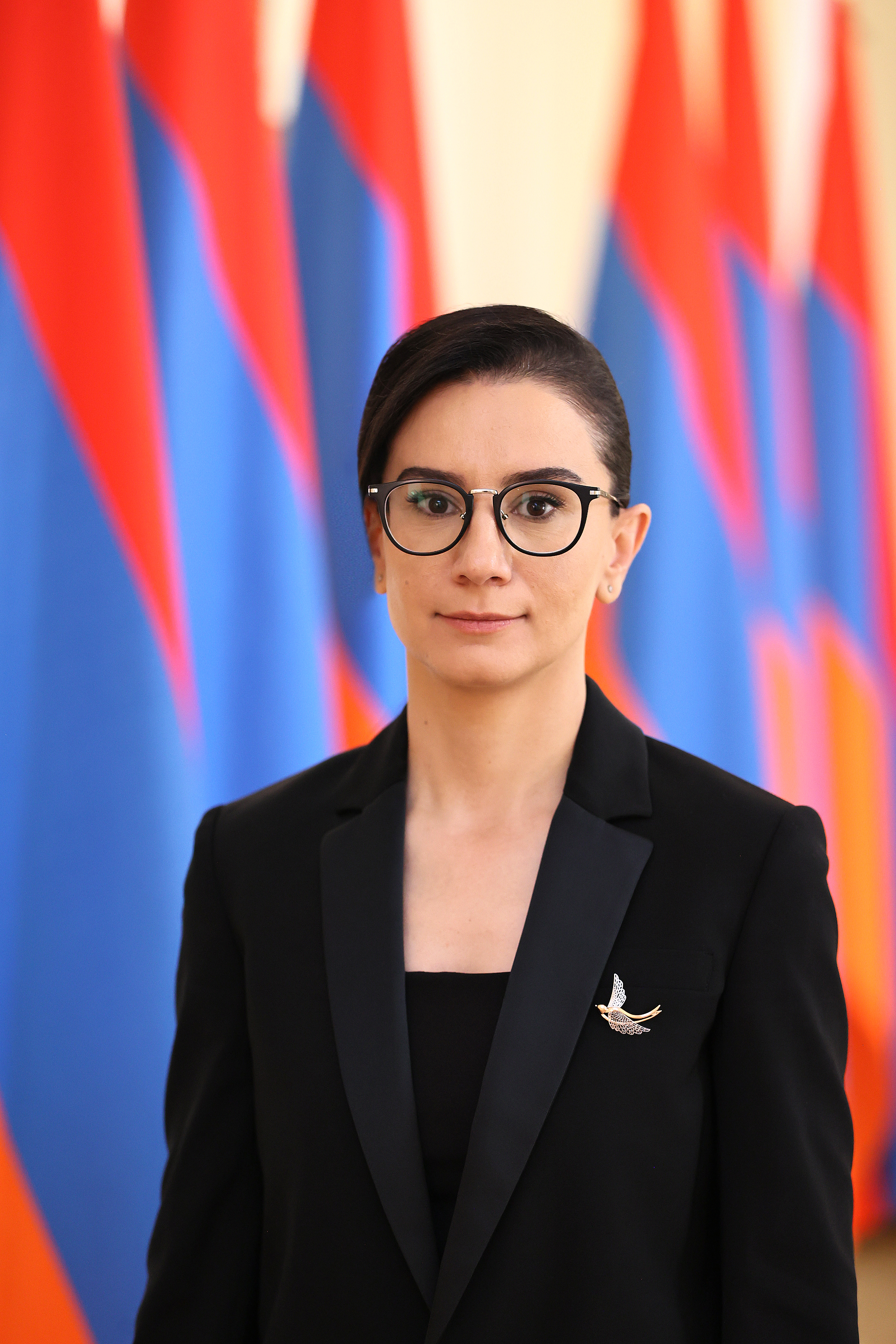

آنا وارداپتیان (ارمنی: Աննա Վարդապետյան؛ زادهٔ ۱۸ فوریهٔ ۱۹۸۶) یک حقوق‌دان و سیاستمدار اهل ارمنستان است که از تاریخ ۲۹ ژوئن ۲۰۲۲ سمت دادستان کل جمهوری ارمنستان را برعهده دارد.

## زندگی‌نامه
در ۱۸ فوریهٔ ۱۹۸۶ ‏در ایروان به دنیا آمد و از دانشکده حقوق دانشگاه دولتی ایروان فارغ‌التحصیل شد. 